# Avia S-199
De Avia S-199 (ook wel bekend als S.199) is een Tsjechoslowaaks laagdekker-jachtvliegtuig gebouwd door Avia. De S-199 is een verdere ontwikkeling op de Messerschmitt Bf 109. Ongeveer 550 S-199’s zijn er gebouwd. De eerste vlucht vond plaats in maart 1947. Door de verschillende problemen en slechte handelbaarheid genoot het toestel geen populariteit onder de vliegers. Bij de Tsjechoslowaken werd het toestel Mezek (letterlijk vertaald uit het Tsjechisch betekent Mezek, Ezel, maar meer waarschijnlijk is Mezek gewoon een afkorting van Messerschmitt) genoemd. In Israël is het toestel officieel bekend als Python. Vaak wordt gedacht dat dit Sakeen is (wat het Hebreeuwse woord voor mes is), omdat in praktijk S-199 vaak werd aangeduid met Messerschmitt of Messer (het Jiddische en Duitse woord voor mes). De productie eindigde in 1949. In 1957 werden de laatste toestellen buiten dienst gesteld.

## Ontwerp en ontwikkeling
Avia bleef de Bf 109G’s bouwen na het einde van de Tweede Wereldoorlog onder de naam Avia S-99. Al snel kwamen ze echter zonder de Daimler-Benz DB 605 motoren te zitten, nadat er een brand was geweest in de opslagplaats waar deze motoren lagen. De S-199 bleef gebruikmaken van het concept Bf 109G met uitzondering van de motor en de propeller. Omdat de Daimler-Benz DB 605 niet meer verkrijgbaar was viel de keuze op de Jumo 211 van Junkers, die ook gebruikt werd voor de Heinkel He 111 bommenwerper. Ook de propellers van de Heinkel He 111’s werden gebruikt. Dit resulteerde in een vliegtuig met slechte handelbaarheid. De nieuwe motor bleek te zwaar en reageerde ook een stuk minder snel dan zijn voorganger op wisselingen in toerental en koppel van de massieve propellerbladen. Dit maakte de besturing zeer moeilijk. Dit, in combinatie met de zeer korte lengte tussen het landingsgestel van de Bf 109, maakte landen en opstijgen een zware dobber voor piloten. Een ander gevaar voor de piloten school in het synchronisatiemechanisme van de machinegeweren, dat niet helemaal werkte zoals bedoeld. Dat leidde ertoe dat een aantal S-199’s neerstortten nadat zij hun eigen propellers eraf hadden geschoten.
Er werden in totaal 550 S-199 gebouwd door Avia, 25 ervan geleverd aan Israel in 1948. De toestellen bleven tot 1957 in dienst.

## Operationele geschiedenis

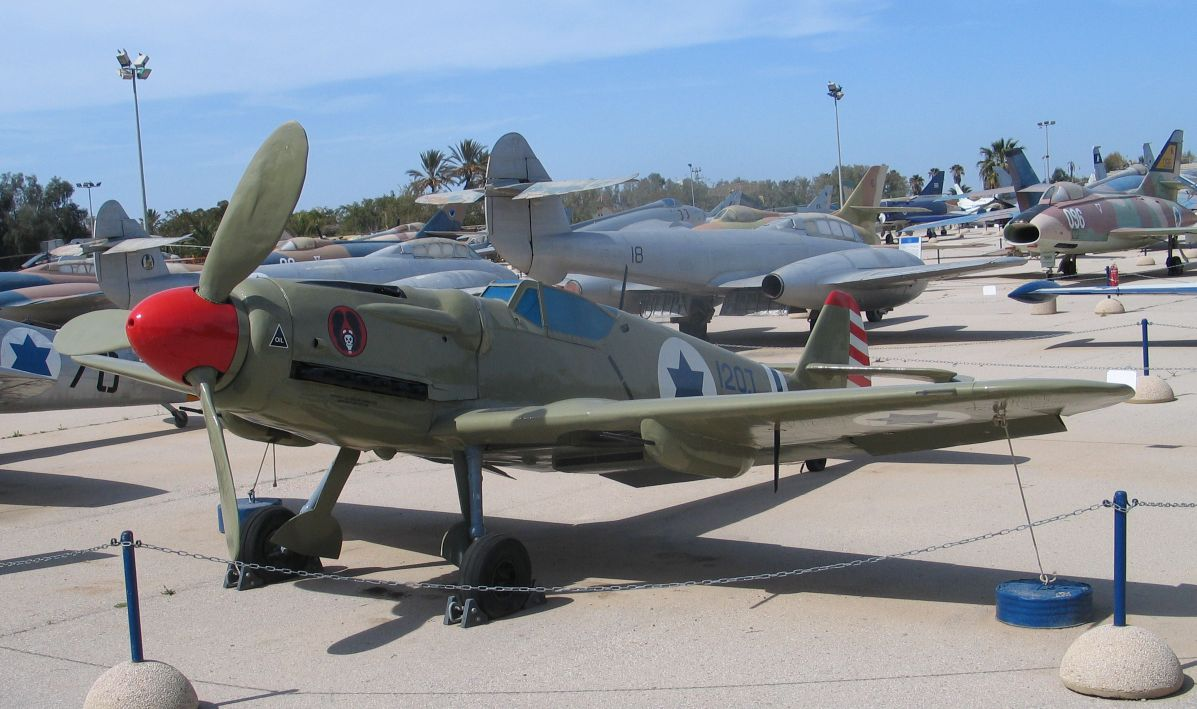
Avia S-199

Israëlische agenten onderhandelden over de koop van S-199’s met de Tsjechoslowaakse regering toen er nog een wapenembargo tegen Israël was. 25 toestellen werden uit de onderhandelingen verkregen, waarvan alle op twee na ook daadwerkelijk geleverd werden. De eerste exemplaren arriveerden op 20 mei 1948, zes dagen na de onafhankelijkheidsverklaring van Israël en vijf dagen na de start van oorlogshandelingen tussen Israël en Egypte. De S-199’s werden geassembleerd en voor het eerst gebruikt op 29 mei datzelfde jaar, om het Egyptische leger aan te vallen tussen Ashdod en de huidige Ad Halom brug, ten zuiden van Tel Aviv. Dit waren de eerste handelingen van het 101e eskader. De S-199 bleek onbetrouwbaar en leverde slechte prestaties in luchtgevechten. Een van de piloten die op de S-199 vloog zei dat het vliegtuig hun probeerde te vermoorden bij iedere start en landing. Ook onderhoudsproblemen speelden het toestel parten, waardoor de Israëli vaak niet meer dan vijf toestellen tegelijk vliegklaar hadden. Toch kende de S-199 successen tegen zijn tegenstanders, zo zijn er Spitfires door dit vliegtuig neergehaald.

## Versies

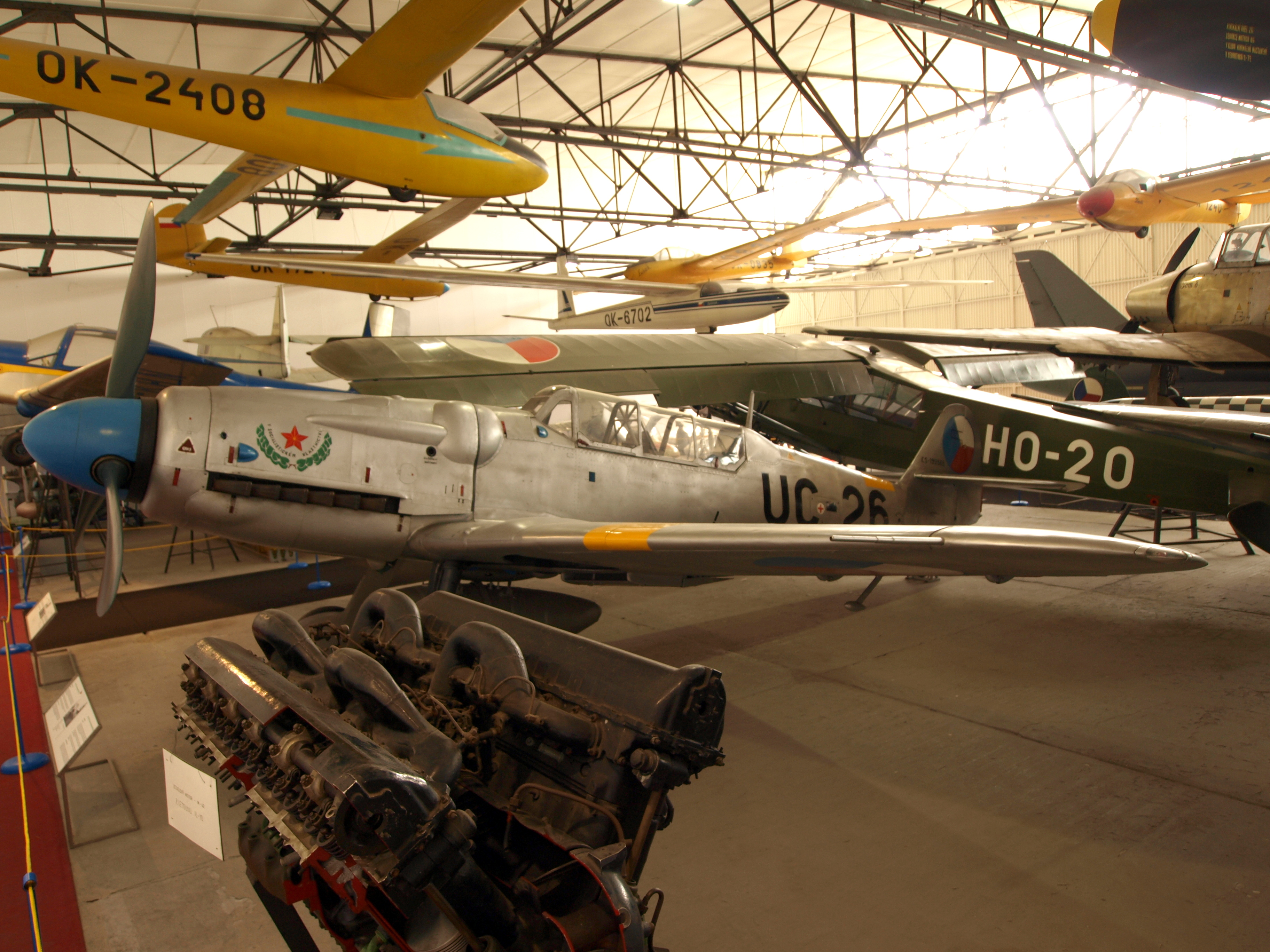
Avia CS.199; Letecké muzeum Kbely

- S-199: eenzitsversie (de S staat voor stíhací letoun, wat jachtvliegtuig betekent)
- CS-199: dubbelzitsversie (de C staat voor cvičný letoun, wat lesvliegtuig betekent)

## Specificaties (S-199)
- Bemanning: 1, de piloot
- Lengte: 8,94 m
- Spanwijdte: 9,92 m
- Hoogte: 2,59 m
- Vleugeloppervlak: 16,2 m2
- Leeggewicht: 2 650 kg

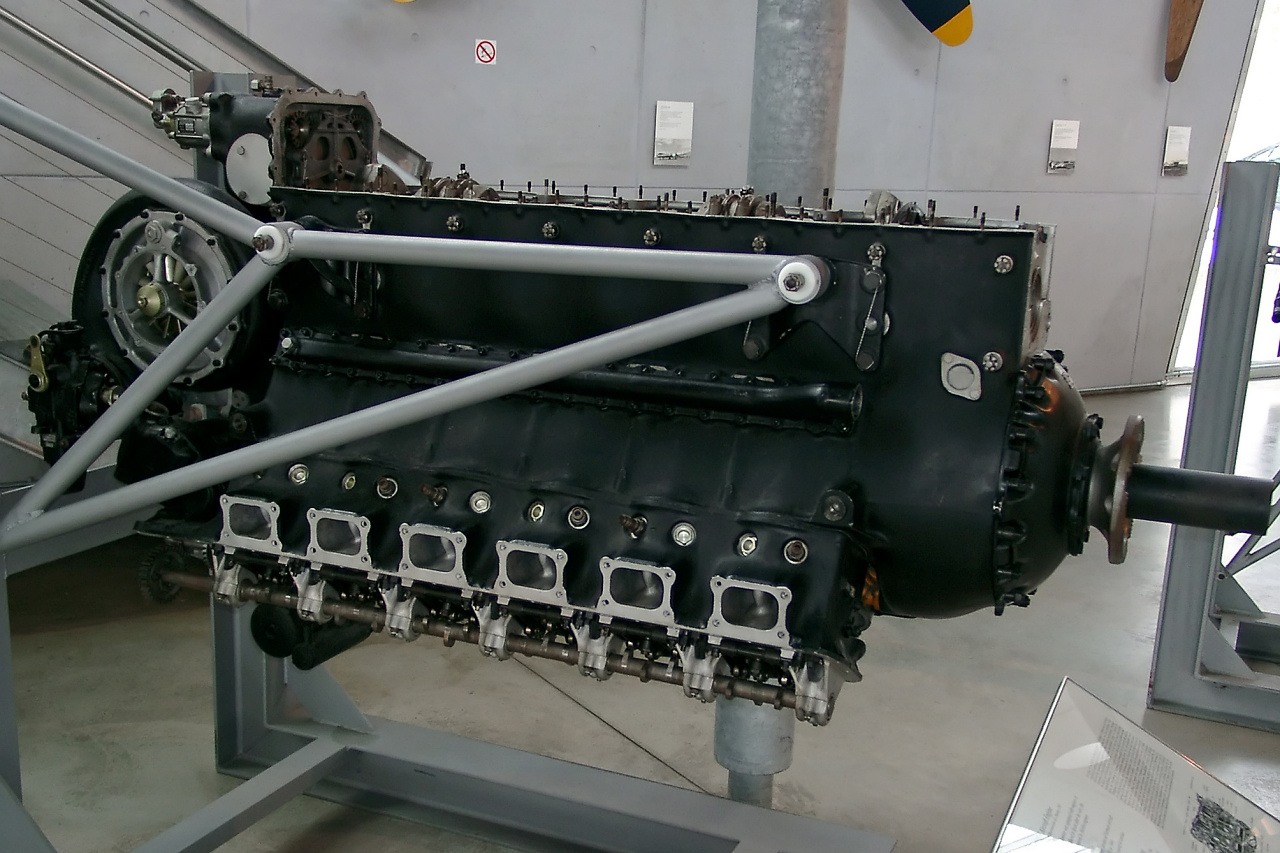
Junkers Jumo 211F Engine

- Maximum startgewicht: 3 740 kg
- Motor: 1× Junkers Jumo 211F watergekoelde V12, 880 kW (1 200 pk)
- Maximumsnelheid: 590 km/h
- Gevechtsradius: 850 km
- Plafond: 8 686 m
- Klimsnelheid: 11 m/s
- Bewapening:
  - 2× MG 131 machinegeweren
  - 2× MG 151/20 kanonnen
  - 1× 250 kg of 4× 70 kg bommen

## Gebruikers
- Israël
- Tsjechoslowakije

### Gerelateerde ontwikkelingen
- Avia S-99
- Hispano Aviación HA-1112
- Messerschmitt Bf 109

### Vergelijkbare vliegtuigen
- Supermarine Spitfire
- Jakovlev Jak-9